# Prous Boneta
Prous Boneta (c.1296- 1328) fou una beguina cremada per cometre i difondre l'heretgia.

## Biografia
Nascuda a Saint Michele de la Cadière, a prop de Nimes, de ben petita es traslladà amb la seva família a Montpeller, on tingué les primeres revelacions divines i feu vot de virginitat. Allà entrà en contacte amb el moviment de beguines i begards i entrà a viure en una de les seves comunitats, on aviat assolí posicions de lideratge i ajudà els companys que eren perseguits per l'església catòlica.
Afirmaria a la seva confessió que el 1321 tingué una visió on Jesús li mostrà el seu cor resplendent de rajos, la primera d'una sèrie d'aparicions que la portaren a ser admirada dins la seva comunitat. En una visió, Jesús li digué que, com Joan Baptista, ella era una enviada per proclamar l'Esperit Sant, malgrat les seves protestes de ser pecadora. Atacà verbalment el Papa, a qui comparà amb els qui van promoure la crucifixió de Crist i el mateix Llucifer per perseguir Pierre Déjean i els seus deixebles (un dels mestres de na Boneta).
Negà el poder de llevar el pecat amb els sagraments administrats per capellans que s'haguessin allunyat dels ensenyaments evangèlics, missstge del qual ella mateixa es considerava portadora. Per contra, afirmà que la salvació venia del penediment sincer del cor, fins i tot sense pronunciar públicament la petició de perdó.
El 1325 fou arrestada i traslladada a Carcassona, on declarà voluntàriament davant del Tribunal de la Inquisició, un document conservat que és la principal font per conèixer la seva biografia. Tres anys després arribà la condemna a mort per les flames. Les beguines eren assimilades als fraticels, ja declarats heretges. L'execució tingué lloc a Carcassona per evitar una revolta popular entre els seus seguidors a Montpeller i els propis membres del tribunal reconegueren la seva influència al si del moviment en nomenar-la "heresiarca" o mestra d'heretgia.